# Masseur-kinésithérapeute
Pour un article plus général, voir Kinésithérapie.
Un masseur-kinésithérapeute, ou physiothérapeute, est le professionnel de santé qui pratique la physiothérapie. Dans la plupart des cas, il travaille en collaboration avec une équipe multidisciplinaire composée de thérapeutes en réadaptation physique, médecins, infirmiers, psychomotriciens, ergothérapeutes, orthophonistes, audiologistes, psychologues et de travailleurs sociaux.

## En France

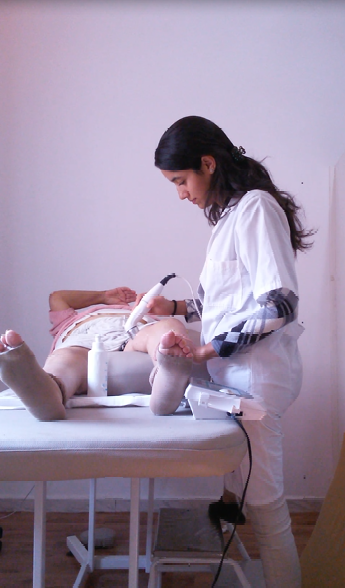
Kinésithérapeute.

En France, la physiothérapie est pratiquée par des masseurs-kinésithérapeutes.

### Formation initiale
La formation initiale des masseurs-kinésithérapeutes se déroule actuellement sur 5 ans : une première année universitaire validée suivi de quatre ans en Institut de formation en masso-kinésithérapie (IFMK). La sélection est régie par l'arrêté du 16 juin 2015. Peuvent être admis en première année d'études préparatoires au diplôme d'État de masseur-kinésithérapeute, dans la limite des places autorisées :
- les étudiants ayant validé le parcours d’accès spécifique santé (PASS) et sélectionnés sur concours ;
- les étudiants ayant validé une première année de licence avec un accès santé (L.AS) et sélectionnés sur concours ;

Il est également possible d'entrer dans un IFMK par l'intermédiaire de passerelles, ce mode d'admission est régi par l'arrêté du 2 septembre 2015. Ainsi peuvent être admis sur dossier et entretien, dans la limite de place égale à 5 % du quota d'entrée :
1. Les titulaires d'un des diplômes mentionnés ci-après : - diplôme d'État d'infirmier ; - diplôme d'État de pédicure-podologue ; - diplôme d'État d'ergothérapeute ; - diplôme d'État de psychomotricien ; - diplôme d'État de manipulateur d'électroradiologie médicale et diplôme de technicien supérieur en imagerie médicale et radiologie thérapeutique ; - certificat de capacité d'orthophoniste ; - certificat de capacité d'orthoptiste ; - diplôme de formation générale en sciences médicales ; - diplôme de formation générale en sciences maïeutiques ; - diplôme de formation générale en sciences odontologiques ; - diplôme de formation générale en sciences pharmaceutiques ;
2. Les titulaires d'une licence dans le domaine sciences, technologies, santé et les titulaires d'une licence en sciences mention « sciences et techniques des activités physiques et sportives » (STAPS) ;
3. Les titulaires d'un diplôme reconnu au grade de master.

Il existe également une passerelle pour les sportifs de haut niveau (arrêté du 26 août 2010). L'ENKRE (École nationale de kinésithérapie et rééducation) à Saint-Maurice accueille ainsi 20 étudiants provenant de trois facultés STAPS chaque année[réf. souhaitée]. Elle propose aussi tous les ans l'entrée à 10 sportifs de haut niveau, qui peuvent suivre la formation en poursuivant leur pratique sportive ;
La quarantaine d'instituts de formation en massokinésithérapie (IFMK), qui forment chaque année 2 700 jeunes professionnels de santé, ont des statuts juridiques différents : privé à but lucratif, associatif ou public. En France il existe également 4 établissements (Lyon, Paris, Villejuif, Limoges) formant des personnes atteintes de déficiences visuels au métier de masseur-kinésithérapeute. La formation initiale hors du secteur public est relativement onéreuse. Les frais d'inscriptions s'élèvent en moyenne à 3 500 €/an mais sont très variables d'un institut à l'autre (181 € à 8 850 € selon les instituts). La formation est organisée dans chaque institut par un directeur ou directeur technique (cadre de santé masseur-kinésithérapeute) assisté de cadres de santé MK formateurs. Les études sont sur le mode de l'alternance, les étudiants étant pour la moitié de leur temps en pratique auprès de patients et pour moitié en cours théorique et travaux pratiques en institut de formation.
La formation se compose de deux cycles de deux ans. Le premier cycle est consacré aux fondamentaux, à l’ingénierie de la kinésithérapie et à des savoirs transversaux (anglais, méthodologie, etc.). Le second cycle est plus pré professionnel car il approfondit les thèmes précédents et prépare à l’exercice. La formation dure au total 6 670 heures dont 1 980 heures pour la formation théorique et pratique, 1 470 heures de formation à la pratique masso-kinésithérapique et 3 220 heures environ de travail personnel. À l'issue des 4 années d'études et après validation du contrôle continu (sur 60 points), le candidat est présenté aux épreuves du diplôme d'État qui se résume depuis 2008 à la soutenance d'un mémoire (sur 60 points). La remise de ce diplôme d'État (au moins 60/120 en totalisant les épreuves écrites et mémoire) par la DRJSCS autorise l'exercice professionnel. Depuis 2021, les étudiants obtiennent le grade de Master en complément du Diplôme d'État.
Le 25 janvier 2013, les ministères de la Santé et de l'Enseignement supérieur ont annoncé la reconnaissance des quatre années de formation de kinésithérapie, ainsi que la généralisation d'une première année universitaire, annonçant de fait la suppression du concours privé.

### Formation continue
Les kinésithérapeutes peuvent bénéficier, pour maintenir leurs connaissances, de formation continue tout au long de leur exercice professionnel, soit dans le cadre universitaire, soit par le biais d'organismes de formation associatifs ou à but lucratif. Des organismes assurent leur financement :
- l'Agence nationale du DPC[14] ;
- le FIFPL[15].

Les formations en ligne sont de plus en plus plébiscitées par les masseurs-kinésithérapeutes. Plus de 40 organismes publics et privés proposent de telles formations.
Outre le maintien des connaissances ou l'acquisition de nouvelles compétences, ces formations permettent d'accéder à des niveaux d'expertise dans les domaines juridiques, ergonomique, social… Ainsi, la kinésithérapie étend actuellement son champ dans les domaines de l'éducation, la prévention et l'orientation au-delà de ses classiques actions curatives et palliatives, aussi bien dans les secteurs de la santé, du social que du sport et du « bien-être ».
Après au moins quatre ans d'exercice à temps plein, un masseur-kinésithérapeute peut prétendre à accéder à un Institut de formation de cadre de santé, lui offrant des perspectives professionnelles d'encadrement et/ou de formation. Ces cadres de santé kinésithérapeutes peuvent également prétendre ensuite à des grades de cadres supérieurs ou des directeurs de soins, après concours, dans la filière rééducation dont ils sont issus.

### Exercice de la profession

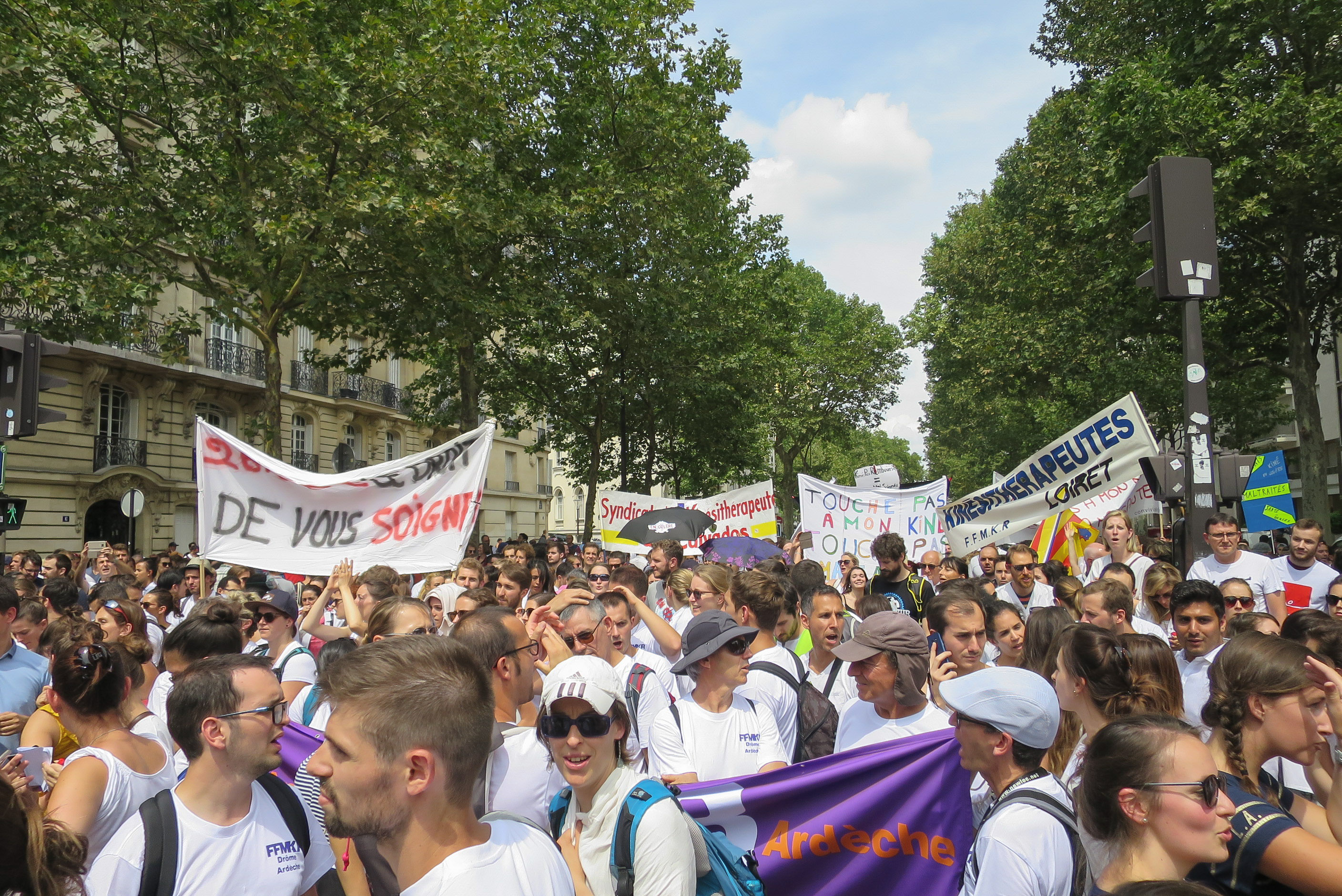
Manifestation de kinésithérapeutes à Paris le 5 juillet 2018 devant le ministère de la Santé pour « une meilleure reconnaissance de leur métier ».

En France, la profession de masseur-kinésithérapeute est réglementée et définie dans le Livre III Titre II du Code de la santé publique.
Le Conseil de l'Ordre des masseurs kinésithérapeutes est chargé, par la loi, de veiller au maintien des principes de moralité, de probité, de compétences indispensables à l’exercice de la masso-kinésithérapie et à l’observation, par tous ses membres, des droits, devoirs et obligations professionnels, ainsi que des règles édictées par le code de déontologie.
L’ordre défend l’honneur et l’indépendance de la profession de masseur-kinésithérapeute.
En France, la plupart des masseurs-kinésithérapeutes (près de 80 %) exercent à titre libéral, seuls ou en association dans des cabinets. La profession, majoritairement masculine, d'une moyenne d'âge d'une quarantaine d'années, se féminise, surtout dans le secteur salarié. Des professionnels exercent en centres de rééducation fonctionnelle ou en secteur hospitalier public ou privé.
Le salaire moyen d'un kinésithérapeute travaillant dans le secteur public hospitalier est compris entre 1 600 € et 3 000 € net par mois en fonction notamment de l'ancienneté. Dans le secteur libéral les revenus dépendent du nombre de patients et du montant des investissements à réaliser. Ils sont de l'ordre de 1 500 € net par mois à plus de 5 000 € net par mois selon les chiffres donnés par l'Union nationale des associations agrées.
Dans le cadre d'une rééducation un patient ne pouvait consulter un masseur-kinésithérapeute que s'il disposait d'une prescription médicale jusqu'en 2020. Depuis 2020, l'accès direct aux kinésithérapeutes est possible en cas de lumbago ou d'entorse de cheville. En 2022, l'accès direct sera généralisé pour toute pathologie dans six départements tests.
Ces soins sont partiellement remboursés par la Sécurité sociale (la part restante est éventuellement prise en charge par la complémentaire santé). Un patient peut consulter directement un masseur-kinésithérapeute dans le cadre d'une prise en charge préventive, de bien-être ou esthétique (ces soins ne sont pas remboursés par la Sécurité sociale).

## Au Québec
Au Québec, deux types de professionnels peuvent pratiquer la physiothérapie :
- le physiothérapeute
- et le thérapeute en réadaptation physique (TRP).

Ne peut s'appeler physiothérapeute qui veut, le terme étant légalement réservé aux physiothérapeutes membres de l'Ordre professionnel de la physiothérapie du Québec (OPPQ). Seuls les thérapeutes en réadaptation physique et les physiothérapeutes peuvent pratiquer la physiothérapie dans la province de Québec. Toute personne prétendant offrir des services de physiothérapie sans être membre de l'OPPQ pourrait être poursuivie en justice pour pratique illégale.
Pour avoir accès à la profession de physiothérapeute, un individu doit, en premier lieu, compléter un baccalauréat ès sciences ainsi qu'une maîtrise ès sciences dans une université reconnue. Il doit ensuite devenir membre de l'Ordre professionnel de la physiothérapie du Québec (OPPQ) pour recevoir son permis de pratique. Au Québec, plusieurs universités, comme l'Université de Montréal (ville de Montréal), l'Université de Sherbrooke (ville de Sherbrooke), l'Université McGill (ville de Montréal) et l'Université Laval (ville de Québec), offrent des programmes de physiothérapie. Normalement, pour être admis dans un tel programme, il est impératif d'avoir complété un diplôme d'études collégiales (DEC) ès sciences de la nature, ès sciences pures et appliquées, ès sciences de la santé ou ès techniques de réadaptation physique. Une personne détenant un diplôme universitaire ès sciences peut également être admise dans le programme, sous certaines conditions.

## En Suisse
En Suisse romande, le terme physiothérapeute, parfois abrégé « physio », est synonyme du terme « kinésithérapeute », qui est très peu usité.